# Skälpinnar
Skälpinnar är de pinnar på varpställningen som varpen träs över och under vid varje varv för att skapa det lang som behövs för att hålla isär trådarna så de kommer i rätt skäl och i rätt ordning.